# MBK Mikołajów
MBK Mikołajów (ukr. Муніципальний баскетбольний клуб «Миколаїв», Municypalnyj Basketbolnyj Kłub "Mykołajiw") – ukraiński klub koszykarski, mający siedzibę w mieście Mikołajów.

## Historia
Chronologia nazw:
- 1967: BK Spartak Mikołajów (ukr. БК «Спартак» Миколаїв)
- 1977: BK MKI Mikołajów (ukr. БК МКІ Миколаїв)
- 1993: BK Korabeł Mikołajów (ukr. БК «Корабел» Миколаїв)
- 1995: SK Mikołajów (ukr. СК «Миколаїв»)
- 2000: MBK Mikołajów (ukr. МБК «Миколаїв»)

Klub koszykarski Spartak Mikołajów został założony w Mikołajowie w 1967 roku z inicjatywy Wiktora Bożenara. Od 1967 do 1971 klub pokonał drogę do Pierwszej ligi mistrzostw ZSRR (strefa ukraińska). W sezonie 1976/77 klub debiutował w Wyższej lidze mistrzostw ZSRR, jednak nie utrzymał się w niej. W 1977 klub zmienił nazwę na MKI Mikołajów i kontynuował występy w Pierwszej lidze. Dopiero w sezonie 1989/90 ponownie uczestniczył w rozgrywkach Wyższej ligi, jednak znów nie utrzymał się i spadł z powrotem do Pierwszej ligi. W październiku 1991 roku w Mikołajowie odbyły się ostatnie w historii mistrzostwa Ukraińskiej SRR. Sześć drużyn wzięło udział w turnieju jednokołowym, a główny faworyt zawodów, Budiwelnyk Kijów, postanowił zignorować ostatnie republikańskie zawody ze względu na wyjazd na kolejny komercyjny turniej za granicą. Bez udziału głównego faworyta MKI Mikołajów został ostatnim mistrzem Ukraińskiej SRR.
Po odzyskaniu niepodległości przez Ukrainę w 1992 zespół debiutował w Wyższej Lidze Ukrainy, zdobywając wicemistrzostwo Ukrainy. W następnym sezonie 1992/93 zespół wywalczył brązowe medale. W 1993 zmienił nazwę na Korabeł Mikołajów, a w sezonie 1993/94 zajął 5.miejsce. W następnym sezonie powtórzył ten wynik. W 1995 w wyniku reorganizacji klub został zarejestrowany jako SK Mikołajów, drużyna sekcji koszykarskiej startowała w Wyższej lidze, zajmując w sezonie 1995/96 7.miejsce. Latem 1996 została utworzona Superliga, która została skrócona do 8 drużyn i klub został zakwalifikowany do Superligi. W sezonie 1996/97 awansował na 6.pozycję, a w sezonie 1997/98 wygrał brązowe medale. W kolejnych 5 sezonach zespół zatrzymywał się na czwartej lokacie. W 2000 roku klub przyjął nazwę MBK Mikołajów. W sezonie 2003/04 był piątym. W 2005 i 2006 zakończył mistrzostwa na 6.miejscu, w 2007 spadł na 8.miejsce, a w 2008 wrócił na 6.pozycję. W sezonie 2008/09 po raz pierwszy w historii europejskiej koszykówki nastąpił podział krajowego związku koszykówki. Formalnie powodem podziału był brak akceptacji przez FBU pewnych ograniczeń. W szczególności limit wynagrodzeń, który istnieje w Stanach Zjednoczonych i limit dla zagranicznych graczy. Niektóre kluby, które nie zrezygnowały z tego stanowiska, zjednoczyły się w nowej lidze - Ukraińskiej Lidze Koszykówki (UBL), reszta pozostała w Superlidze. Mikołajowski klub pozostał w Superlidze, zajmując 5.miejsce. W 2009, po połączeniu dwóch lig, a mianowicie UBL i Superligi, klub startował w Superlidze, kończąc sezon 2009/10 na 9.pozycji. W 2011 był szóstym. W sezonie 2011/12 zajął 12.miejsce, a w sezonie 2011/13 10.miejsce. W kolejnych latach 2014 i 2015 był siódmym. W sezonie 2015/16 ponownie mistrzostwa Ukrainy rozgrywane w dwóch osobnych ligach, podporządkowanej FBU SL Favorit Sport oraz w UBL. Klub został zaproszony do SL Favorit Sport, zdobywając 5.miejsce mistrzostw. Po zakończeniu sezonu 2016/17 uplasował się na 7.pozycji. W sezonie 2017/18	dotarł do półfinału, a potem przegrał w meczu o 3.miejsce mistrzostw. W następnym sezonie 2018/19 spadł o jedną pozycję.

## Sukcesy
- mistrz Ukraińskiej SRR: 1991
- wicemistrz Ukrainy: 1992
- brązowy medalista Mistrzostw Ukrainy: 1992/93, 1997/98
- finalista Pucharu Ukrainy: 1997/98, 2000/01

## Struktura klubu

### Hala
Klub koszykarski rozgrywał swoje mecze domowe w hali Szkoły Sportowej Nadija w Mikołajowie, który może pomieścić 2000 widzów.